# 摩訶貴來
摩訶貴來（まかきらい、Ma Ha Quý Lai、生年不詳 - 1452年）は、チャンパ王国（占城国）の15世紀の国王（在位：1446年 - 1449年）。
チャンパ国王羅皚の孫にあたる。国王摩訶賁該が黎朝に捕らえられると、即位した。黎朝に摩訶賁該の身柄を返還させるよう、明に仲介を求めた。1449年、弟の摩訶貴由に王位を奪われた。1452年、病没した。